# Landkreis Birkenfeld
Landkreis Birkenfeld är ett distrikt (Landkreis) i västra delen av det tyska förbundslandet Rheinland-Pfalz. Distriktet har cirka 85 000 invånare.
1. 1 2  GeoNames, 2005, Geonames-ID: 2948589, läs online och läs online.[källa från Wikidata]